# HNoMS Helge Ingstad (F313)
HNoMS Helge Ingstad — фрегат класу Фрітьоф Нансен ВМС Норвегії. Судно було замовлено 23 червня 2000 року і побудовано в Іспанії. Спущене на воду 23 листопада 2007 року і введене в експлуатацію 29 листопада 2009 року. Названий на честь Гельге Інгстада, норвезького дослідника. Призначений для протиповітріної і протичовнової оборони та службового застосування. Фрегат використовувався як супровід для кораблів, що перевозили хімічну зброю для утилізації.
8 листопада 2018 року HNoMS Helge Ingstad зіткнувся з танкером Sola TS в норвезьких водах. Судно було сильно пошкоджене, деякий час дрейфувало і затонуло 13 листопада 2018 року. Sola TS зазнала незначні пошкодження в передній частині. З 26 лютого по 2 березня 2019 року була здійснена успішна спроба підняття судна на поверхню. Судно відправили на баржі до військово-морської бази Гоконсверн. За оцінками, ремонт фрегата обійдеться у 1,2 млрд євро, що втричі перевищу первісну вартість судна. На думку експертів, дешевше побудувати нове судно, ніж ремонтувати HNoMS Helge Ingstad.